# Jan Vijlbrief

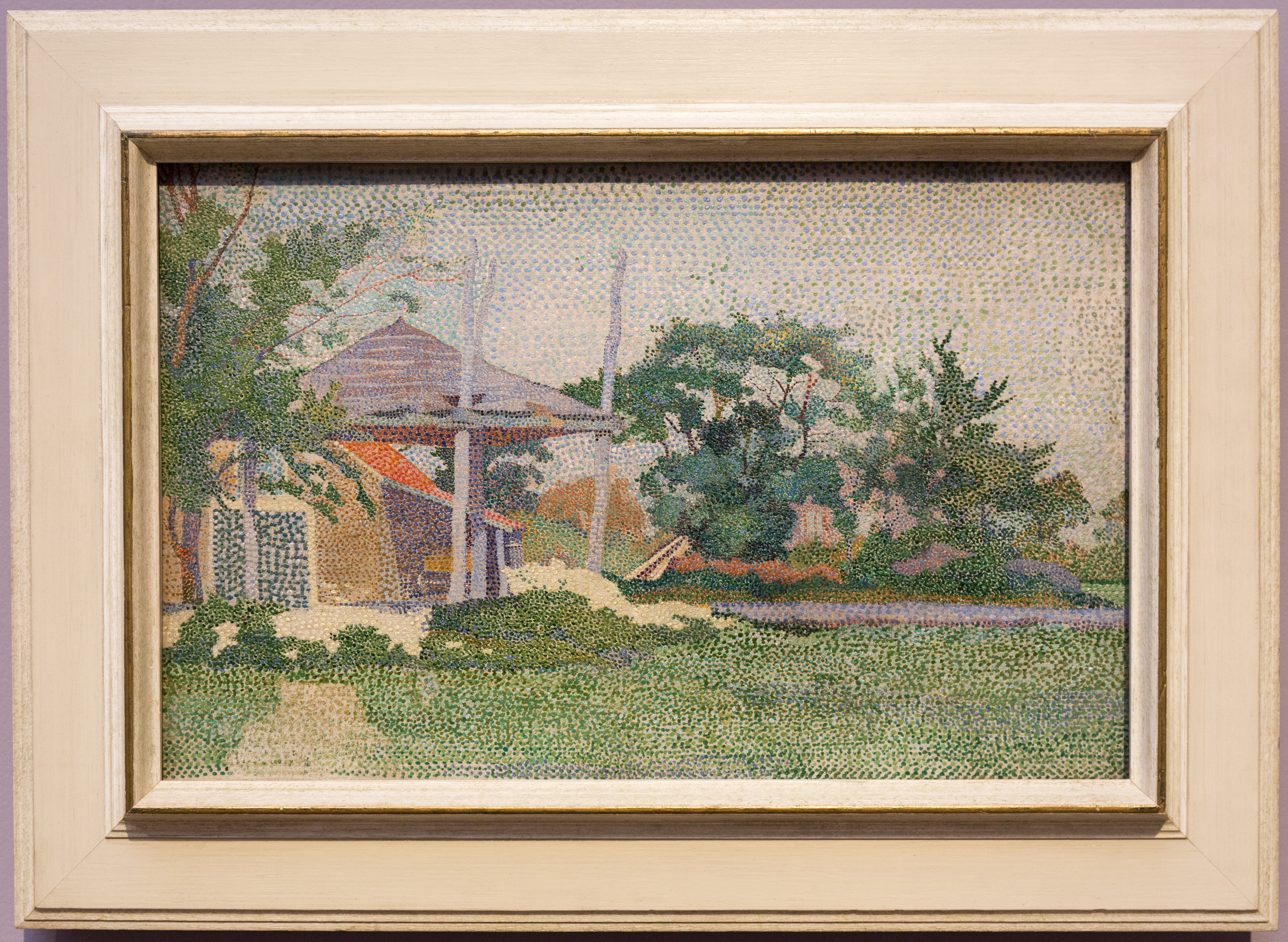
Landschaft mit Heuschober, 1894, vom Kröller-Müller Museum in der Ausstellung Wolken und Licht. Impressionismus in Holland im Barberini 2023

Jan Vijlbrief (* 3. Juni 1868 in Leiden; † 9. Juli 1895 ebenda) war ein niederländischer Maler. Er schuf Landschaften, Stadtansichten und Stillleben und arbeitete im Stil des Pointillismus.

## Leben
Vijlbrief besuchte in Leiden die Schule  Mathesis Scientiarum Genitrix. Bereits im Alter von 17 Jahren gewann er mit seinen Zeichnungen Preise. Später studierte er an der Kunsthochschule in Den Haag. Höchstwahrscheinlich besuchte Vijlbrief dort 1892 die von Jan Toorop organisierte Ausstellung Les Vingt. Nach einer früheren Ausstellung des Neoimpressionismus in Amsterdam (1889) konnte sich das niederländische Publikum hier zum zweiten Mal mit den Werken von Georges Seurat, Paul Signac und anderen Pointillisten vertraut machen. In den folgenden Jahren begann er selbst in diesem  Stil zu arbeiten, ebenso wie eine Reihe anderer Maler, darunter Johan Thorn Prikker, Jan Aarts und Henk Bremmer.
Im Alter von siebenundzwanzig Jahren starb er durch Suizid.
Seine Werke befinden sich u. a. im Besitz des Indianapolis Museum of Art in Indianapolis, USA und im Kröller-Müller Museum, Otterlo.